# Patrimonio inmobiliario clasificado de la Región valona

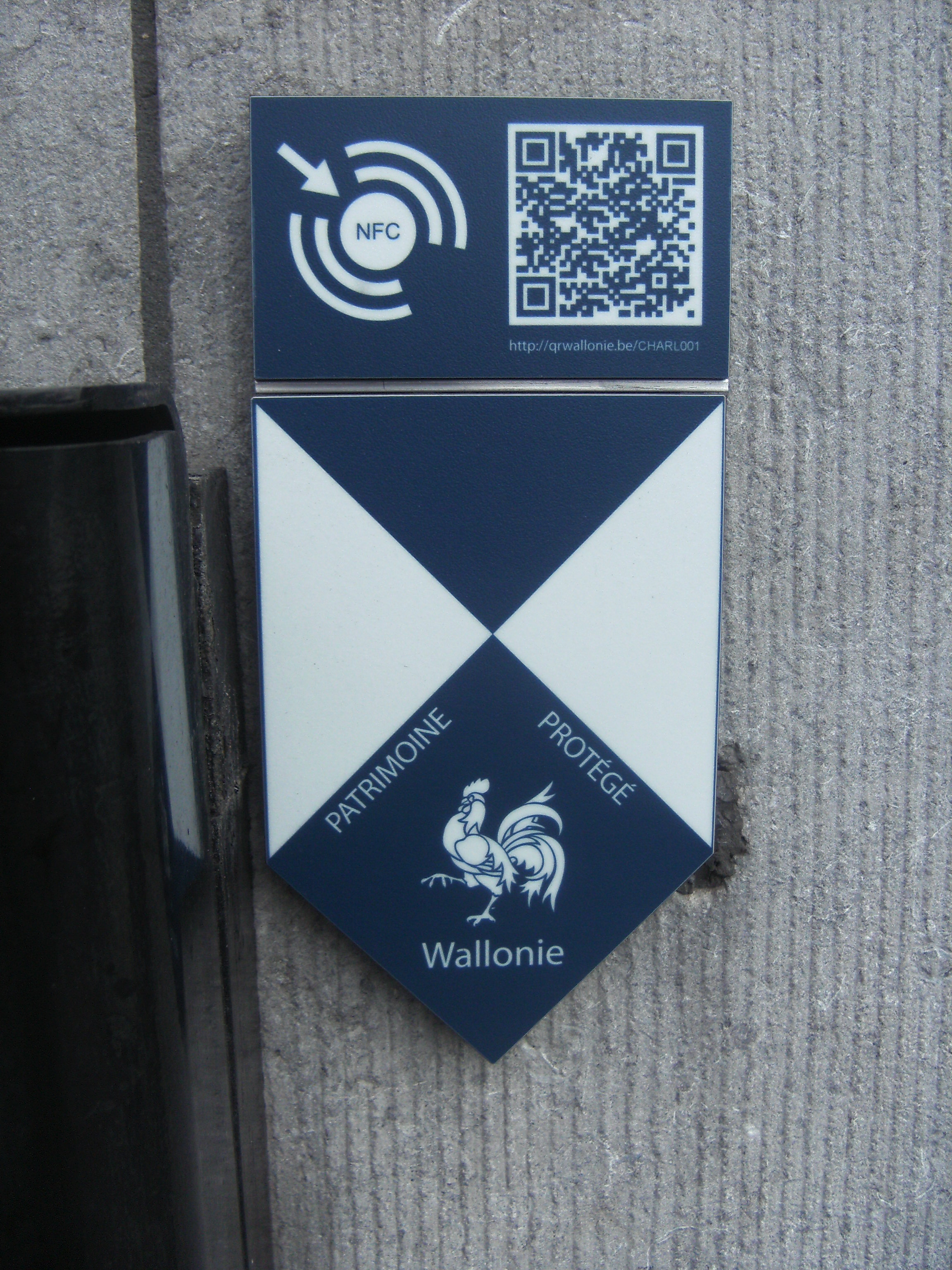
Bouclier bleu (Escudo azul) colocado en los monumentos protegidos en Valonia. Nuevo modelo creada en mayo de 2012 con Código QR.

El patrimonio inmobiliario clasificado de la Región valona (en francés: patrimoine immobilier classé de la Région wallonne) representa los monumentos y sitios que están clasificados por la Región valona.
La lista incluye todos los sitios naturales o construidos clasificados por la Región valona o las autoridades belgas que la precedieron, por ejemplo, la Comisión real de los monumentos y sitios.